# Ashbourne
Ashbourne (irsk: Cill Dhéagláin) er en irsk by i County Meath i provinsen Leinster, i den centrale del af Republikken Irland med en befolkning (inkl. opland) på 8.528 indbyggere i 2006 (6.362 i 2002).